# Minglanilla
Minglanilla ist eine philippinische Stadtgemeinde in der Provinz Cebu. Sie hat 132.135 Einwohner (Zensus 1. August 2015). 
Minglanilla gehört zur Metropolregion Metro Cebu. Ein Campus der University of the Visayas liegt auf dem Gebiet der Gemeinde.

## Geografische Lage
Minglanilla liegt ungefähr 15 km südlich von Cebu City. Das Gebiet der Stadtgemeinde grenzt an Naga City im Südwesten, an Toledo City im Nordwesten, an Talisay City im Nordosten und im Südosten an die Straße von Cebu. Sie hat eine Fläche von ungefähr 15,6 km².

## Baranggays
Minglanilla ist politisch in 19 Baranggays unterteilt.
| - Cadulawan - Calajo-an - Camp 7 - Camp 8 - Cuanos - Guindaruhan - Linao - Manduang - Pakigne - Poblacion Ward I | - Poblacion Ward II - Poblacion Ward III - Poblacion Ward IV - Tubod - Tulay - Tunghaan - Tungkop - Vito - Tungkil |

## Referenz
- Amtliche Homepage von Cebu